# Віндом (Техас)
Віндом (англ. Windom) — місто (англ. town) в США, в окрузі Фаннін штату Техас. Населення — 189 осіб (2020).

## Географія
Віндом розташований за координатами 33°33′53″ пн. ш. 95°59′55″ зх. д. / 33.56472° пн. ш. 95.99861° зх. д. (33.564799, -95.998519).  За даними Бюро перепису населення США в 2010 році місто мало площу 1,43 км², уся площа — суходіл.

## Демографія
Згідно з переписом 2010 року, у місті мешкало 199 осіб у 94 домогосподарствах у складі 59 родин. Густота населення становила 140 осіб/км².  Було 112 помешкання (79/км²).
Расовий склад населення:
| - 93,0 % — білих - 4,0 % — чорних або афроамериканців - 1,5 % — корінних американців |

До двох чи більше рас належало 1,0 %. Частка іспаномовних становила 4,5 % від усіх жителів.
За віковим діапазоном населення розподілялося таким чином: 19,1 % — особи молодші 18 років, 52,8 % — особи у віці 18—64 років, 28,1 % — особи у віці 65 років та старші. Медіана віку мешканця становила 44,8 року. На 100 осіб жіночої статі у місті припадало 93,2 чоловіків;  на 100 жінок у віці від 18 років та старших — 85,1 чоловіків також старших 18 років.
За межею бідності перебувало 34,5 % осіб, у тому числі 45,9 % дітей у віці до 18 років та 5,7 % осіб у віці 65 років та старших.
Цивільне працевлаштоване населення становило 78 осіб. Основні галузі зайнятості: роздрібна торгівля — 19,2 %, виробництво — 19,2 %, освіта, охорона здоров'я та соціальна допомога — 16,7 %.